# Spominski znak Bukovje 1991
Spominski znak Bukovje 1991 je spominski znak Slovenske vojske, ki je namenjen pripadnikom TO RS, ki so sodelovali pri blokadi vojašnice Bukovje leta 1991.
Znak je bil ustanovljen 30. novembra 1991.

## Opis
Znak ima obliko ščita iz poznogotskega obdobja, je višine 35 mm in širine 30 mm. Kovan je iz 2 mm debelega bakra, pozlačen in obarvan rdeče. V zgodnjem delu spominskega znaka je polje, višine 6 mm in v njem napis BUKOVJE, višine 4 mm, pod napisom sta prekrižani črno pobarvana polavtomatska puška in ročni metalec, pod njima pa je letnica 1991, višine 4 mm. Napisi na znaku, letnica, obroba in črte med barvami so polirani in pozlačeni. Znak je prevlečen s prozornim poliestrskim emajlom. Na zadnji strani je priponka.

## Nadomestne oznake
Nadomestna oznaka je modre barve z zlatim lipovim listom, ki ga križa puška.

## Nosilci
- seznam nosilcev spominskega znaka Bukovje 1991